# アングバンド
アングバンド(Angband)はJ・R・R・トールキンの小説『指輪物語』と『シルマリルの物語』に登場するモルゴスの要塞の名前である。アングバンドとはシンダール語で鉄の牢獄の意（ang 鉄、band 牢獄）。
アングバンドは二本の木の時代に要塞ウトゥムノの前哨基地として築かれ、ベレリアンドの北方、鉄（くろがね）山脈の地下に位置しサンゴロドリムの塔の下の入り口から果てしなく広がっている地下要塞である。モルゴスはヴァラールの攻撃の可能性に備えてこの要塞を築き、サウロンをその任に置いた。にもかかわらずヴァラールの攻撃は成功し、モルゴス（当時はメルコールと呼ばれた）は捕らえられ、ウトゥムノは破壊された。三期の幽囚の後、モルゴスは中つ国に帰還し、破壊されたウトゥムノにかわりアングバンドに居を構えた。かれは第一紀の終わりまでアングバンドに君臨したが、アングバンドは怒りの戦いで破壊された。